# マイ・ボディガード (1980年の映画)
『マイ・ボディガード』（原題: My Bodyguard）は、1980年のアメリカ合衆国の青春映画。マット・ディロンはこの映画と同年公開された『リトル・ダーリング』でいずれも不良役を演じ、一躍青春スターの仲間入りをした。また、端役で出演したジェニファー・ビールスは3年後の『フラッシュダンス』で主役を射止めることとなった。

## ストーリー
クリフォードは父と祖母とともにシカゴの高級ホテルに住む15歳の高校生。母はすでに亡くなっているが、父はそのホテルの支配人を勤めており3人で幸せな生活を送っていた。クリフォードは公立高校に転校することになったが、そこはいじめの横行する荒れた学校であり、さっそくリーダー格であるムーディとその子分達に目をつけられ、ターゲットにされてしまった。そこでクリフォードは、同じ学校の生徒で誰とも口を利かない一匹狼のリッキーにボディーガードになってくれるよう頼む。リッキーはかつて弟を銃で射殺したという噂が流れており、ムーディですら恐れて近づくことができないほどの存在であった。はじめは冷たく拒否していたリッキーだが、徐々にクリフォードに心を開いてゆく。

## キャスト
※括弧内は日本語吹替（ソフト未収録）
- クリフォード・ピーチ - クリス・メイクピース（水島裕）
- リッキー・リンダーマン - アダム・ボールドウィン（村田雄浩）
- メルヴィン・ムーディ - マット・ディロン（速水奨）
- クリフォードの父 - マーティン・マル（嶋俊介）
- クリフォードの祖母 - ルース・ゴードン（初井言榮）
- ドブス - ジョン・ハウスマン（滝口順平）
- グリフィス - クレイグ・リチャード・ネルソン（徳丸完）
- カーソン - ポール・クァント（小山渚）
- シェリー - ジョーン・キューザック（近藤真紀子）
- マイク - ハンク・サラス
- ジャンプ先生 - キャサリン・グロディ（丸山裕子）
- ロス校長 - リチャード・キューザック
- ダブロー - リチャード・ブラッドリー（伊藤昌一）
- クーンツ - ティム・レイナ（二又一成）
- ハイタワー - ディーン・R・ミラー（塩屋翼）
- エンジニア - ジョージ・ウェント
- クリフォードの友人 - ジェニファー・ビールス（クレジットなし）

## 評価
- 公開初週の興行収入は178,641ドルで全米3位となり、最終的に米国内で22,482,953ドルの売上となった。[2]
- エンターテインメント・ウィークリー誌の「50 Best High School Movies」の45位にランクインしている。[3]
- 映画は概ね好意的に受け止められ、Rotten Tomatoesでの新鮮得点は85%を獲得した。[4]